# Perdiendo el norte
Perdiendo el norte (literalment Perdent el nord) és una pel·lícula espanyola de comèdia del 2015 dirigida per Nacho G. Velilla.

## Argument
L'Hugo i en Braulio, dos joves amb formació universitària, farts de no trobar ni feina ni futur a Espanya, decideixen emigrar a Alemanya seguint els cants de sirena d'un programa de televisió tipus Espanyols arreu del món. Aviat, però, descobriran que no tenir lloc al seu país no significa que en tinguin en un altre, i que perseguir el somni alemany pot arribar a ser un malson.